# O Propagador da Indústria Rio-Grandense
O Propagador da Indústria Rio-Grandense foi um jornal publicado na cidade de Rio Grande (Rio Grande do Sul) entre 1833 e 1834.
Mantido pela Sociedade Promotora da Indústria Rio-grandense, formada em sua maioria por membros da Sociedade Defensora da Liberdade e Independência Nacional, principalmente comerciantes. Defendia o desenvolvimento econômico numa província que já sentia as agitações que em 1835 culminariam no início da Revolução Farroupilha. Seu primeiro número data de 30 de janeiro de 1833.
Entre seus objetivos destacavam-se a "propagação do espírito de associação, fazer amar o trabalho, divulgar alguns conhecimentos de economia política, rural e doméstica e dos processos industriais; dar notícias comerciais que possam facilitar as transações e dirigir os especuladores." Buscava distanciar-se da orientação eminentemente política dos jornais da época.
O jornal era impresso na tipografia de Francisco Xavier Ferreira e redigido por José Marcelino da Rocha Cabral, quando de sua renúncia ao cargo de editor o jornal parou de funcionar.